# Danh sách tiểu hành tinh: 19801–19900
| Tên                | Tên đầu tiên | Ngày phát hiện       | Nơi phát hiện                      | Người phát hiện                                        |
| ------------------ | ------------ | -------------------- | ---------------------------------- | ------------------------------------------------------ |
| 19801 Karenlemmon  | 2000 RZ64    | 1 tháng 9 năm 2000   | Socorro                            | LINEAR                                                 |
| 19802 -            | 2000 RD72    | 2 tháng 9 năm 2000   | Socorro                            | LINEAR                                                 |
| 19803 -            | 2000 RX90    | 3 tháng 9 năm 2000   | Socorro                            | LINEAR                                                 |
| 19804 -            | 2000 RY103   | 6 tháng 9 năm 2000   | Socorro                            | LINEAR                                                 |
| 19805 -            | 2000 SR11    | 24 tháng 9 năm 2000  | Đài thiên văn Zvjezdarnica Višnjan | K. Korlević                                            |
| 19806 Domatthews   | 2000 SX11    | 20 tháng 9 năm 2000  | Socorro                            | LINEAR                                                 |
| 19807 -            | 2000 SE16    | 23 tháng 9 năm 2000  | Socorro                            | LINEAR                                                 |
| 19808 Elainemccall | 2000 SN85    | 24 tháng 9 năm 2000  | Socorro                            | LINEAR                                                 |
| 19809 Nancyowen    | 2000 SC86    | 24 tháng 9 năm 2000  | Socorro                            | LINEAR                                                 |
| 19810 Partridge    | 2000 SP112   | 24 tháng 9 năm 2000  | Socorro                            | LINEAR                                                 |
| 19811 Kimperkins   | 2000 SY114   | 24 tháng 9 năm 2000  | Socorro                            | LINEAR                                                 |
| 19812 -            | 2000 SG119   | 24 tháng 9 năm 2000  | Socorro                            | LINEAR                                                 |
| 19813 Ericsands    | 2000 SF121   | 24 tháng 9 năm 2000  | Socorro                            | LINEAR                                                 |
| 19814 -            | 2000 ST124   | 24 tháng 9 năm 2000  | Socorro                            | LINEAR                                                 |
| 19815 Marshasega   | 2000 ST127   | 24 tháng 9 năm 2000  | Socorro                            | LINEAR                                                 |
| 19816 Wayneseyfert | 2000 SO128   | 24 tháng 9 năm 2000  | Socorro                            | LINEAR                                                 |
| 19817 Larashelton  | 2000 SK145   | 24 tháng 9 năm 2000  | Socorro                            | LINEAR                                                 |
| 19818 Shotwell     | 2000 SB150   | 24 tháng 9 năm 2000  | Socorro                            | LINEAR                                                 |
| 19819 -            | 2000 SQ152   | 24 tháng 9 năm 2000  | Socorro                            | LINEAR                                                 |
| 19820 Stowers      | 2000 ST153   | 24 tháng 9 năm 2000  | Socorro                            | LINEAR                                                 |
| 19821 Caroltolin   | 2000 SU154   | 24 tháng 9 năm 2000  | Socorro                            | LINEAR                                                 |
| 19822 Vonzielonka  | 2000 SK169   | 23 tháng 9 năm 2000  | Socorro                            | LINEAR                                                 |
| 19823 -            | 2000 SD170   | 24 tháng 9 năm 2000  | Socorro                            | LINEAR                                                 |
| 19824 -            | 2000 SL176   | 28 tháng 9 năm 2000  | Socorro                            | LINEAR                                                 |
| 19825 -            | 2000 SN179   | 28 tháng 9 năm 2000  | Socorro                            | LINEAR                                                 |
| 19826 Patwalker    | 2000 SX192   | 24 tháng 9 năm 2000  | Socorro                            | LINEAR                                                 |
| 19827 -            | 2000 SN212   | 25 tháng 9 năm 2000  | Socorro                            | LINEAR                                                 |
| 19828 -            | 2000 SB214   | 25 tháng 9 năm 2000  | Socorro                            | LINEAR                                                 |
| 19829 -            | 2000 SH217   | 16 tháng 9 năm 2000  | Socorro                            | LINEAR                                                 |
| 19830 -            | 2000 SC218   | 16 tháng 9 năm 2000  | Socorro                            | LINEAR                                                 |
| 19831 -            | 2000 SV225   | 27 tháng 9 năm 2000  | Socorro                            | LINEAR                                                 |
| 19832 -            | 2000 SS226   | 27 tháng 9 năm 2000  | Socorro                            | LINEAR                                                 |
| 19833 Wickwar      | 2000 SA230   | 28 tháng 9 năm 2000  | Socorro                            | LINEAR                                                 |
| 19834 -            | 2000 SO238   | 16 tháng 9 năm 2000  | Socorro                            | LINEAR                                                 |
| 19835 Zreda        | 2000 SQ252   | 24 tháng 9 năm 2000  | Socorro                            | LINEAR                                                 |
| 19836 -            | 2000 SC270   | 27 tháng 9 năm 2000  | Socorro                            | LINEAR                                                 |
| 19837 -            | 2000 SE271   | 27 tháng 9 năm 2000  | Socorro                            | LINEAR                                                 |
| 19838 -            | 2000 SA273   | 28 tháng 9 năm 2000  | Socorro                            | LINEAR                                                 |
| 19839 -            | 2000 SW275   | 28 tháng 9 năm 2000  | Socorro                            | LINEAR                                                 |
| 19840 -            | 2000 SB280   | 27 tháng 9 năm 2000  | Socorro                            | LINEAR                                                 |
| 19841 -            | 2000 SO280   | 30 tháng 9 năm 2000  | Socorro                            | LINEAR                                                 |
| 19842 -            | 2000 SU298   | 28 tháng 9 năm 2000  | Socorro                            | LINEAR                                                 |
| 19843 -            | 2000 SM309   | 30 tháng 9 năm 2000  | Socorro                            | LINEAR                                                 |
| 19844 -            | 2000 ST317   | 30 tháng 9 năm 2000  | Socorro                            | LINEAR                                                 |
| 19845 -            | 2000 SY319   | 27 tháng 9 năm 2000  | Socorro                            | LINEAR                                                 |
| 19846 -            | 2000 SN327   | 30 tháng 9 năm 2000  | Socorro                            | LINEAR                                                 |
| 19847 -            | 2000 ST339   | 25 tháng 9 năm 2000  | Kitt Peak                          | Spacewatch                                             |
| 19848 Yeungchuchiu | 2000 TR      | 2 tháng 10 năm 2000  | Desert Beaver                      | W. K. Y. Yeung                                         |
| 19849 -            | 2000 TL18    | 1 tháng 10 năm 2000  | Socorro                            | LINEAR                                                 |
| 19850 -            | 2000 TQ25    | 2 tháng 10 năm 2000  | Socorro                            | LINEAR                                                 |
| 19851 -            | 2000 TD42    | 1 tháng 10 năm 2000  | Socorro                            | LINEAR                                                 |
| 19852 -            | 2000 TT58    | 2 tháng 10 năm 2000  | Anderson Mesa                      | LONEOS                                                 |
| 19853 -            | 2000 TL60    | 2 tháng 10 năm 2000  | Anderson Mesa                      | LONEOS                                                 |
| 19854 -            | 2000 UV5     | 19 tháng 10 năm 2000 | Kitt Peak                          | Spacewatch                                             |
| 19855 Borisalexeev | 2000 UE6     | 24 tháng 10 năm 2000 | Socorro                            | LINEAR                                                 |
| 19856 -            | 2000 UP8     | 24 tháng 10 năm 2000 | Socorro                            | LINEAR                                                 |
| 19857 Amandajane   | 2000 UC11    | 19 tháng 10 năm 2000 | Olathe                             | L. Robinson                                            |
| 19858 -            | 2000 UT18    | 25 tháng 10 năm 2000 | Socorro                            | LINEAR                                                 |
| 19859 -            | 2000 UK22    | 24 tháng 10 năm 2000 | Socorro                            | LINEAR                                                 |
| 19860 Anahtar      | 2000 UB52    | 24 tháng 10 năm 2000 | Socorro                            | LINEAR                                                 |
| 19861 Auster       | 2000 US79    | 24 tháng 10 năm 2000 | Socorro                            | LINEAR                                                 |
| 19862 -            | 2556 P-L     | 24 tháng 9 năm 1960  | Palomar                            | C. J. van Houten, I. van Houten-Groeneveld, T. Gehrels |
| 19863 -            | 2725 P-L     | 24 tháng 9 năm 1960  | Palomar                            | C. J. van Houten, I. van Houten-Groeneveld, T. Gehrels |
| 19864 -            | 2775 P-L     | 24 tháng 9 năm 1960  | Palomar                            | C. J. van Houten, I. van Houten-Groeneveld, T. Gehrels |
| 19865 -            | 2825 P-L     | 24 tháng 9 năm 1960  | Palomar                            | C. J. van Houten, I. van Houten-Groeneveld, T. Gehrels |
| 19866 -            | 4014 P-L     | 24 tháng 9 năm 1960  | Palomar                            | C. J. van Houten, I. van Houten-Groeneveld, T. Gehrels |
| 19867 -            | 4061 P-L     | 24 tháng 9 năm 1960  | Palomar                            | C. J. van Houten, I. van Houten-Groeneveld, T. Gehrels |
| 19868 -            | 4072 P-L     | 24 tháng 9 năm 1960  | Palomar                            | C. J. van Houten, I. van Houten-Groeneveld, T. Gehrels |
| 19869 -            | 4202 P-L     | 24 tháng 9 năm 1960  | Palomar                            | C. J. van Houten, I. van Houten-Groeneveld, T. Gehrels |
| 19870 -            | 4780 P-L     | 24 tháng 9 năm 1960  | Palomar                            | C. J. van Houten, I. van Houten-Groeneveld, T. Gehrels |
| 19871 -            | 6058 P-L     | 24 tháng 9 năm 1960  | Palomar                            | C. J. van Houten, I. van Houten-Groeneveld, T. Gehrels |
| 19872 Chendonghua  | 6097 P-L     | 24 tháng 9 năm 1960  | Palomar                            | C. J. van Houten, I. van Houten-Groeneveld, T. Gehrels |
| 19873 Chentao      | 6632 P-L     | 24 tháng 9 năm 1960  | Palomar                            | C. J. van Houten, I. van Houten-Groeneveld, T. Gehrels |
| 19874 Liudongyan   | 6775 P-L     | 24 tháng 9 năm 1960  | Palomar                            | C. J. van Houten, I. van Houten-Groeneveld, T. Gehrels |
| 19875 Guedes       | 6791 P-L     | 24 tháng 9 năm 1960  | Palomar                            | C. J. van Houten, I. van Houten-Groeneveld, T. Gehrels |
| 19876 -            | 7637 P-L     | 22 tháng 10 năm 1960 | Palomar                            | C. J. van Houten, I. van Houten-Groeneveld, T. Gehrels |
| 19877 -            | 9086 P-L     | 17 tháng 10 năm 1960 | Palomar                            | C. J. van Houten, I. van Houten-Groeneveld, T. Gehrels |
| 19878 -            | 1030 T-1     | 25 tháng 3 năm 1971  | Palomar                            | C. J. van Houten, I. van Houten-Groeneveld, T. Gehrels |
| 19879 -            | 1274 T-1     | 25 tháng 3 năm 1971  | Palomar                            | C. J. van Houten, I. van Houten-Groeneveld, T. Gehrels |
| 19880 -            | 2247 T-1     | 25 tháng 3 năm 1971  | Palomar                            | C. J. van Houten, I. van Houten-Groeneveld, T. Gehrels |
| 19881 -            | 2288 T-1     | 25 tháng 3 năm 1971  | Palomar                            | C. J. van Houten, I. van Houten-Groeneveld, T. Gehrels |
| 19882 -            | 3024 T-1     | 26 tháng 3 năm 1971  | Palomar                            | C. J. van Houten, I. van Houten-Groeneveld, T. Gehrels |
| 19883 -            | 4058 T-1     | 26 tháng 3 năm 1971  | Palomar                            | C. J. van Houten, I. van Houten-Groeneveld, T. Gehrels |
| 19884 -            | 4125 T-1     | 26 tháng 3 năm 1971  | Palomar                            | C. J. van Houten, I. van Houten-Groeneveld, T. Gehrels |
| 19885 -            | 4283 T-1     | 26 tháng 3 năm 1971  | Palomar                            | C. J. van Houten, I. van Houten-Groeneveld, T. Gehrels |
| 19886 -            | 1167 T-2     | 29 tháng 9 năm 1973  | Palomar                            | C. J. van Houten, I. van Houten-Groeneveld, T. Gehrels |
| 19887 -            | 1279 T-2     | 29 tháng 9 năm 1973  | Palomar                            | C. J. van Houten, I. van Houten-Groeneveld, T. Gehrels |
| 19888 -            | 2048 T-2     | 29 tháng 9 năm 1973  | Palomar                            | C. J. van Houten, I. van Houten-Groeneveld, T. Gehrels |
| 19889 -            | 2304 T-2     | 29 tháng 9 năm 1973  | Palomar                            | C. J. van Houten, I. van Houten-Groeneveld, T. Gehrels |
| 19890 -            | 3042 T-2     | 30 tháng 9 năm 1973  | Palomar                            | C. J. van Houten, I. van Houten-Groeneveld, T. Gehrels |
| 19891 -            | 3326 T-2     | 25 tháng 9 năm 1973  | Palomar                            | C. J. van Houten, I. van Houten-Groeneveld, T. Gehrels |
| 19892 -            | 4128 T-2     | 29 tháng 9 năm 1973  | Palomar                            | C. J. van Houten, I. van Houten-Groeneveld, T. Gehrels |
| 19893 -            | 4524 T-2     | 30 tháng 9 năm 1973  | Palomar                            | C. J. van Houten, I. van Houten-Groeneveld, T. Gehrels |
| 19894 -            | 5124 T-2     | 25 tháng 9 năm 1973  | Palomar                            | C. J. van Houten, I. van Houten-Groeneveld, T. Gehrels |
| 19895 -            | 5161 T-2     | 25 tháng 9 năm 1973  | Palomar                            | C. J. van Houten, I. van Houten-Groeneveld, T. Gehrels |
| 19896 -            | 5366 T-2     | 30 tháng 9 năm 1973  | Palomar                            | C. J. van Houten, I. van Houten-Groeneveld, T. Gehrels |
| 19897 -            | 1097 T-3     | 17 tháng 10 năm 1977 | Palomar                            | C. J. van Houten, I. van Houten-Groeneveld, T. Gehrels |
| 19898 -            | 1177 T-3     | 17 tháng 10 năm 1977 | Palomar                            | C. J. van Houten, I. van Houten-Groeneveld, T. Gehrels |
| 19899 -            | 1188 T-3     | 17 tháng 10 năm 1977 | Palomar                            | C. J. van Houten, I. van Houten-Groeneveld, T. Gehrels |
| 19900 -            | 2172 T-3     | 16 tháng 10 năm 1977 | Palomar                            | C. J. van Houten, I. van Houten-Groeneveld, T. Gehrels |